# Remix
Un remix (sau reorchestrare) este o variantă alternativă a unui cântec, diferită față de varianta originală. Remixurile sunt adesea folosite în cluburi în locul versiunilor originale ale pieselor.